# دوري سريلانكا الممتاز لكرة القدم 2016
دوري سريلانكا الممتاز لكرة القدم 2016 هو موسم من دوري سريلانكا الممتاز لكرة القدم. أشرف على تنظيمه اتحاد سريلانكا لكرة القدم، وكان عدد الأندية المشاركة فيه 18، وفاز فيه Colombo FC ‏.